# Itzan
Itzan é um sítio arqueológico maia localizado no município de La Libertad, no departamento de El Petén, Guatemala.   Várias pequenas estruturas no local foram destruídas na década de 1980 durante as atividades de exploração de petróleo pela Sonpetrol e pela Basic Resources Ltd, provocando escavações de resgate por arqueólogos.  Apesar de seu pequeno tamanho, o local parece ter sido o centro mais importante politicamente em sua área, como evidenciado por sua quantidade incomum de monumentos e o tamanho de sua grande arquitetura. 
O sítio foi ocupado inicialmente no período Pré-clássico médio, e continuou sendo ocupado até o período Clássico tardio. 

## Localização
As ruínas estão a 25 quilômetros a noroeste do sítio arqueológico dos Dos Pilas, às margens de um pequeno afluente do rio Pasion.   A cidade estava em uma colina natural cercada por ravinas e pântanos sazonais.  Este afluente do rio Pasion tem sua origem na Laguna Itzan, um pequeno lago a leste do sítio.  Uma nascente a oeste do sítio parece ter sido uma fonte de água permanente para a cidade.  Itzan está situada aproximadamente a meio caminho entre as cidades do período Clássico de Altar de Sacrificios e Seibal, e está localizada a cerca de 14 quilômetros a nordeste do primeiro.  O sítio está localizado a aproximadamente 50 quilômetros a oeste da moderna cidade de Sayaxché e 8 quilômetros ao norte do rio Pasion.  

## História
Evidências de estanol infere que a ocupação da Laguna Itzan recua ao período Pré-clássico inicial.  Itzan foi continuamente ocupado do período Pré-clássico médio (1000–400 a.C.) até o período Clássico tardio (600–900 d.C.), com atividade muito reduzida durante o período Clássico inicial (200–600 d.C.), com o último período sendo evidenciado apenas por um único túmulo acompanhado por uma placa de cerâmica. 
A Escada de Hieroglifos 2 do final do período clássico no reino de Dos Pilas registra que em 652 a poderosa cidade de Calakmul conquistou Itzan, e os próprios governantes de Dos Pilas também conquistaram uma grande vitória sobre a cidade.  Itzan  também pode ter ido para a guerra contra El Chorro.   
Uma nobre de Itzan tornou-se a principal esposa de Bʼalaj Chan Kʼawiil, um rei de Dos Pilas, e seu filho foi Itzamnaaj Bʼalam.  O colapso do agressivo reino Dos Pilas no final do século VIII, aparentemente beneficiou Itzan, que então experimentou um período de atividade renovada. 
O local foi descoberto em fevereiro de 1968 por Dennis e Louisa Wheeler, dois voluntários do Corpo da Paz.  As ruínas foram então exploradas por arqueólogos do Projeto Seibal em 1978, que passaram apenas algumas horas no local. 

## Descrição do sítio
Itzan era uma cidade pequena, mas era considerado pelos arqueólogos que tinhan características que poderiam fazer a escavação valer a pena.   As investigações iniciais registraram uma série de monumentos esculpidos e grandes estruturas, algumas com até 7 metros de altura. O núcleo do local foi mapeado em 1986, quando arqueólogos notaram que vários monumentos esculpidos haviam sido danificados por saqueadores e que alguns dos edifícios haviam sido cortados por trincheiras de saqueadores. Várias peças monumentais que haviam sido cortadas por saqueadores foram transferidas para a capital departamental Flores com a intenção de mais tarde movê-las para a Cidade da Guatemala. 
O centro do sítio está agrupado ao redor das Praças Norte e Sul, ambas praças abertas, e as Praças Oeste e Leste são completamente fechadas por arquitetura. 
O núcleo do sítio inclui uma acrópole, grandes praças e uma grande quantidade de estelas e altares, totalizando pelo menos 25 monumentos, todos movidos de suas localizações originais por saqueadores, a fim de escavar abaixo deles. A maioria desses monumentos foram originalmente posicionados em praças abertas em frente às maiores estruturas. Ruínas com escrita maia foram encontradas associadas às Escadarias Norte e Sul da Praça Oeste. Grande parte da acrópole do período Clássico tardio foi construída sobre estruturas do período pré-Classico inicial. 
A periferia do sítio entre 3,6 e 4 quilômetros ao sul do núcleo principal incluía pelo menos três grupos de estruturas residenciais simples do período Clássico inicial dispostas ao redor dos pátios centrais, sem serem construídas sobre plataformas, sugerindo que a população do local era maior do que se pensava inicialmente com base na arquitetura monumental do local.  a área assentada de Itzan ocupa um cume em uma faixa de cerca de 300 metros de largura por 7 quilômetros de comprimento, com o núcleo do local sendo situado perto do centro desta zona.  Uma estrada moderna corta a área de assentamento. 
A Estela 17 inclui um texto que menciona os senhores de Itzan e da cidade vizinha de Altar de Sacrificios. Também contém uma seção de texto danificado que pode indicar guerra entre Itzan e El Chorro. 
A Estela 20 está fragmentada. Uma grande peça foi encontrada a noroeste da acrópole. 